# Dyb (roman)
 For alternative betydninger, se Dyb. (Se også artikler, som begynder med Dyb)
Dyb er en roman af den svenske forfatter Henning Mankell udgivet i 2004.

## Handling
Bogen foregår under 1. verdenskrig i 1914, hvor skibsingeniør Lars Tobiasson-Svartman om bord på den svenske marines skib Svea arbejder på en skjult mission om at finde og kortlægge farbare veje gennem Stockholms skærgård. Under et besøg på et øde skær opdager han en ung og fattig kvinde, Sara, som bor alene der. På trods af hendes vildtlevende natur bliver han tiltrukket af hende, og da han senere vender tilbage til Stockholm og sin kone Kristina, finder han sig nødsaget til at rejse tilbage til øen. Svartman får flere og flere tvangstanker og en voksende mistro til andre, hvilket fører ham længere og længere ind i et spind af bedrag, som involverer hans arbejdsgiver, Kristina og Sara, som i stigende grad truer med at opsluge ham.
| Bog | Spire Denne artikel om bøger og tidsskrifter er en spire som bør udbygges. Du er velkommen til at hjælpe Wikipedia ved at udvide den. |